# Lee Na-eun
Lee Na-eun (Hangul: 이나은; sinh ngày 5 tháng 5 năm 1999) là nữ ca sĩ người Hàn Quốc, cựu thành viên của nhóm nhạc nữ thần tượng Hàn Quốc April trực thuộc DSP Media.

## Tiểu sử
Naeun sinh ngày 5 tháng 5,1999 tại Daejeon, Hàn Quốc.
Ngày 8 tháng 2 năm 2018 cô tốt nghiệp Trường Trung học Biểu diễn Nghệ thuật Seoul.

## Sự nghiệp

### Trước khi ra mắt
Naeun từng là thực tập sinh tại JYP Entertainment. Vào ngày 17 tháng 11 năm 2014, cô xuất hiện với tư cách khách mời trong MV của Got7 có tên là Stop Stop It và là thành viên dự bị của Sixteen, tuy nhiên cô đã rời khỏi công ty trước khi chương trình lên sóng.

### 2015–2021: Ra mắt vớiAprilvà bước tiến trong con đường diễn xuất
Ngày 24 tháng 8 năm 2015 Naeun ra mắt chính thức với April với vai trò hát dẫn, visual và gương mặt đại diện của nhóm.
Năm 2018, cô tham gia bộ phim học đường A Teen đảm nhận vai Kim Hana. Năm 2019, cô tiếp tục đảm nhận vai Kim Hana trong A Teen 2.
Từ ngày 20 tháng 10 năm 2019 đến ngày 28 tháng 2 năm 2021, Naeun trở thành một trong 3 MC cố định thuộc Inkigayo của đài SBS.

## Danh sách đĩa nhạc
Mọi hoạt động âm nhạc của Naeun đều nằm trong danh sách đĩa nhạc của April.

## Truyền hình

### Chương trình truyền hình
| Năm     | Kênh | Chương trình | Vai trò        | Ghi chú                                                      |
| ------- | ---- | ------------ | -------------- | ------------------------------------------------------------ |
| 2015    | Mnet | Sixteen      | Thí sinh dự bị | Rời công ty khi chương trình vừa mới lên sóng                |
| 2019–20 | SBS  | Inkigayo     | MC cố định     | Cùng Minhyuk của Monsta X và Jaehyun của NCT (tập 1021–1058) |

## Danh sách phim

### Phim truyền hình
| Năm  | Tựa đề            | Vai diễn  | Ghi chú       |
| ---- | ----------------- | --------- | ------------- |
| 2019 | Extraordinary You | Yeo Jooda | Vai thứ chính |

### Web drama
| Năm  | Tựa đề   | Vai diễn | Ghi chú   |
| ---- | -------- | -------- | --------- |
| 2018 | A Teen   | Kim Hana | Vai chính |
| 2019 | A Teen 2 | Kim Hana | Vai chính |